# Free Jazz

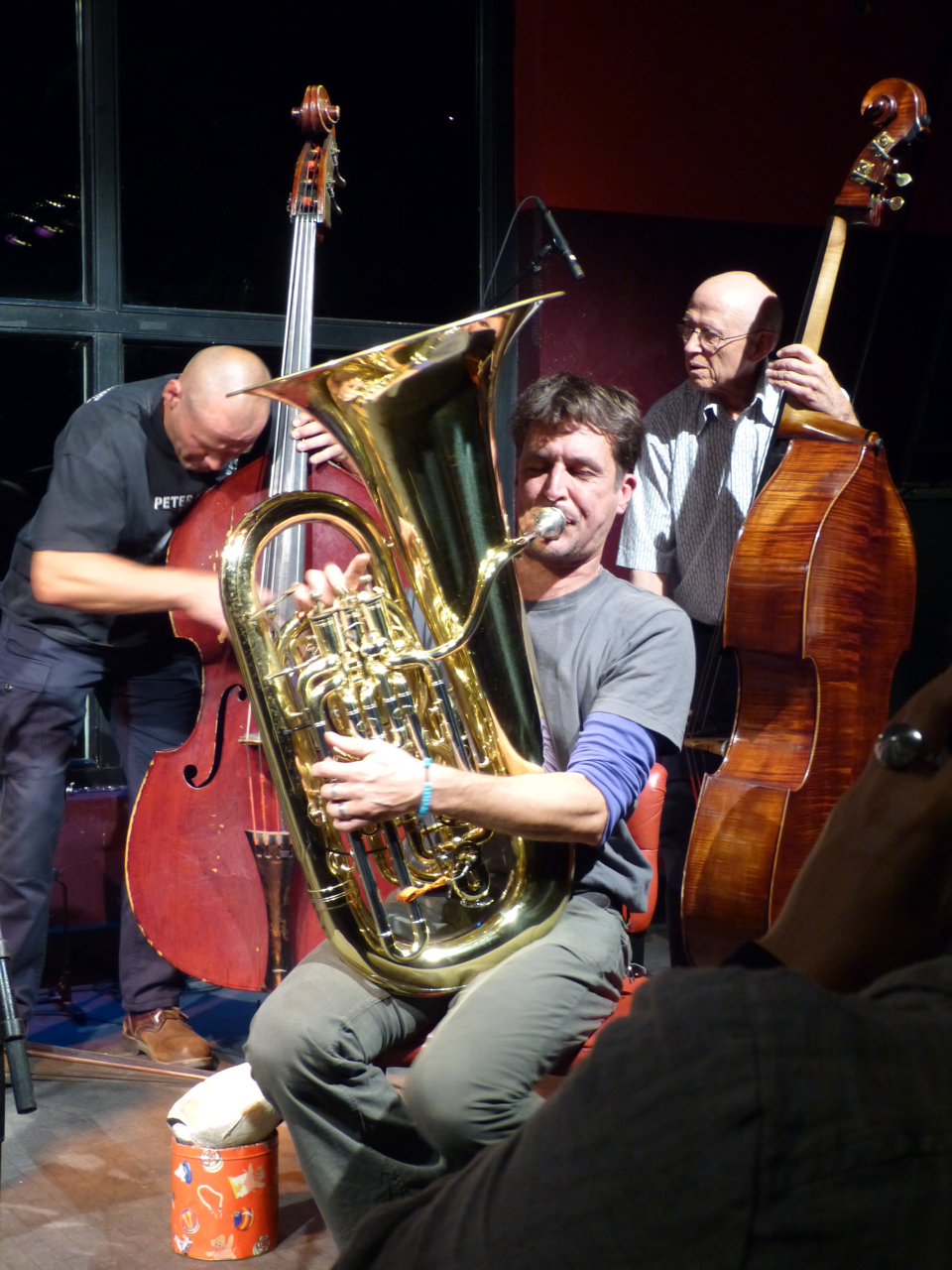
Peter Jacquemyn, Carl Ludwig Hübsch, Barre Phillips (v. l. n. r.) beim Peter Kowald Memorial 2012

Free Jazz ist einerseits ein historischer Begriff für (harmonisch) freies Improvisationsspiel im Jazz seit den 1960er Jahren. Andererseits ist es ein bis heute ausstrahlendes Paradigma, das die Möglichkeit zur freien Entfaltung immer neuer Formen im Jazz und auch darüber hinaus (etwa in der Intuitiven Musik) bereithält. Der Begriff selbst kann zu Missverständnissen führen, da eine Freiheit in Bezug auf die herkömmlichen Spielhaltungen des Jazz nur bedingt genutzt wird und es neben einer völligen Freiheit in der Form (Free Form Jazz) durchaus Improvisationen gibt, die auf Kompositionen und kompositionsähnlichen Absprachen über Strukturen beruhen.

## Entwicklung

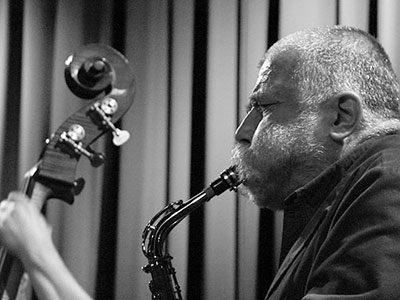
Peter Brötzmann, 2014

Der Begriff leitet sich von der gleichnamigen Schallplatte her, die Ornette Coleman 1960 mit einem Doppelquartett (mit u. a. Don Cherry, Eric Dolphy und Charlie Haden) aufnahm. Die Entwicklung des Free Jazz fand in den USA und wenig später auch in Europa statt. Unbestritten ist der wegbereitende Einfluss solcher US-amerikanischer Musiker wie John Coltrane, Eric Dolphy, Ornette Coleman, Sun Ra, Albert Ayler, Pharoah Sanders, Anthony Braxton, Roscoe Mitchell, Cecil Taylor, Alice Coltrane, Jeanne Lee, Sonny Sharrock oder Rashied Ali, die auch aus heutiger Sicht noch zu den kreativsten Vertretern des frühen freien Jazz zählen.

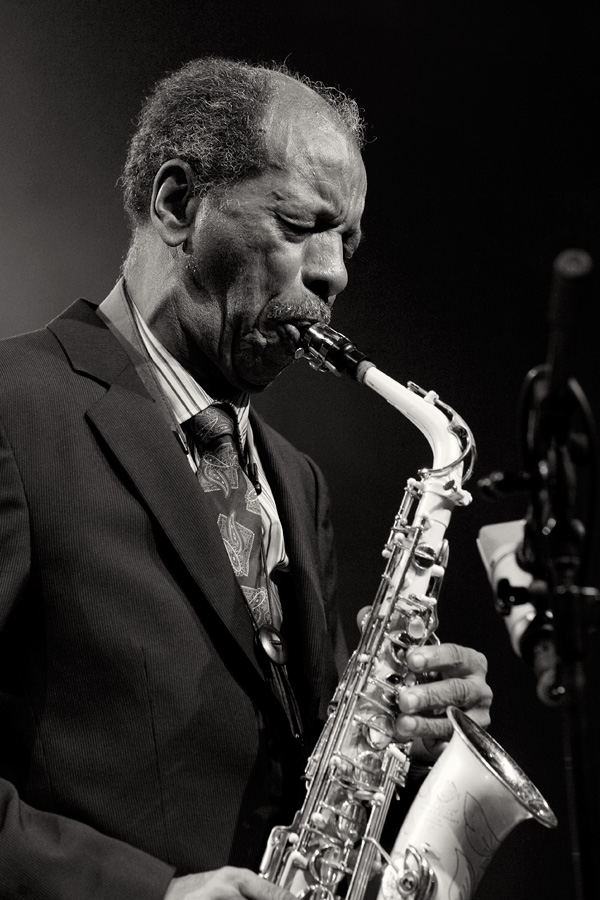
Ornette Coleman, Moers Festival, 2011

Seit Ende der 50er Jahre experimentierten junge afroamerikanische und europäische Jazzmusiker mit unerhört neuen Klängen: mit einem Durchbruch in den Raum der freien Tonalität, mit einer Aufgabe der Funktionsharmonik bzw. dissonanten (d. h. spannungsgeladenen) Akkorden, wie sie im Jazz bis dahin nicht vorstellbar gewesen waren. Vorbereitet war diese Ausweitung des musikalischen Materials bereits seit 1941 von der Tristanoschule, aber auch von George Russell, Paul Bley, Charles Mingus, Jaki Byard, Jackie McLean und durch die kammermusikalischen Experimente eines Jimmy Giuffre. Die schockierende Wirkung dieser Musik – in den frühen 1960er Jahren auch „Jazz der Avantgarde“ oder „The New Thing“ genannt – wurde noch gesteigert durch neuartige Spieltechniken und ausgefallene Klang- und Geräuscheffekte, wie extrem hohe, schrille, „schreiende“, „pfeifende“, „quäkende“ oder „grunzende“ Töne. Hinzu kam eine Betonung der Intensität, wie sie in früheren Jazzstilen unbekannt war. Noch nie zuvor wurde in der Geschichte des Jazz auf Powerplay und Intensität in einem so ekstatischen Sinne Wert gelegt.
„Kraft und Härte des Neuen Jazz und ein revolutionäres, zum Teil außermusikalisches Pathos wirkten um so vehementer, als sich … vieles angestaut hatte, was nun über das an Oscar Peterson und das Modern Jazz Quartet gewöhnte, bequem gewordene Jazzpublikum hereinbrach“, analysierte Joachim Ernst Berendt in seinem „Jazzbuch“. Das Publikum reagierte überwiegend ablehnend, weil es den Free Jazz als Zumutung empfand, und als Herausforderung war er von den Musikern auch gemeint, als Protest der jungen Generation gegen Rassendiskriminierung, soziale Ungerechtigkeit und überholte Konventionen.
Seit Mitte der 1960er Jahre bildete sich, unabhängig von Vorläufern (Joe Harriott entwickelte bereits 1960 einen eigenständigen Zugang) ein europäischer Free Jazz heraus, an dessen Entwicklung Musiker wie z. B. Derek Bailey, Willem Breuker, Peter Brötzmann, Gunter Hampel, Peter Kowald, Joachim Kühn, Maggie Nicols, Evan Parker, Friedhelm Schönfeld, Manfred Schulze, Irène Schweizer, John Stevens, Dick van der Capellen oder Keith Tippett beteiligt waren.
Bis heute haben sich aus dem europäischen Free Jazz der 1960er Jahre die mannigfaltigsten Spielformen herausgebildet. Einige Musiker der zweiten und dritten Generation wie z. B. Joëlle Léandre, Thomas Lehn, oder Tony Buck stehen mit ihrer Musik mehr in der europäischen Musiktradition. Andere wie z. B. Theo Jörgensmann, Mats Gustafsson, Axel Dörner oder Christopher Dell integrieren vermehrt Jazzelemente in ihre Musik. Dieser Prozess ist noch nicht abgeschlossen und lässt interessante Entwicklungen erahnen.

## Stilistische Merkmale
Seit den 1960er-Jahren hat sich der Free Jazz weiter entwickelt und wurde dabei sehr heterogen. Daher ist eine einfache stilistische Typologie nur bedingt möglich. Der frühe Free Jazz orientiert sich noch an melodischen, harmonischen und rhythmischen Grundmustern der Jazztradition. Auch entspricht die Instrumentation zunächst meist noch der Besetzung der typischen Bebop-Combo. Die im Folgenden genannten Merkmale sind daher keinesfalls für alle Gruppen und Tonträger des Free Jazz zutreffend.
- Aufhebung der harmonischen Tonalität, vereinzelt auch Zwölftonmusik bzw. Verwendung von seriellen Tonreihen, vor allem aber freie Atonalität.
- Freie Rhythmik (wird erst ab den Innovationen von Sunny Murray zum Stilmerkmal)
- Einflüsse aus verschiedenen Stilrichtungen, nach Joachim Ernst Berendt vor allem Weltmusik
- Aufhebung der Trennung zwischen Klang und Geräusch
- Keine Trennung mehr zwischen Solo- und Begleitungspart, wodurch die Musiker kommunizieren und ihre Stücke entwickeln
- Das als typisches Jazz-Merkmal geltende „Leadsheet“ existiert im Free Jazz zunehmend nicht mehr

Bei der weiteren Entwicklung des Jazz zeigt sich, dass eine Einteilung in Stilistiken oft nur schwer möglich ist und daher nur sehr selten sinnvoll ist. Insbesondere der Übergang zwischen Free Jazz und frei improvisierter Musik ist bisher kaum bestimmbar.

## Herausragende Alben des Free Jazz der 1960er und 1970er Jahre

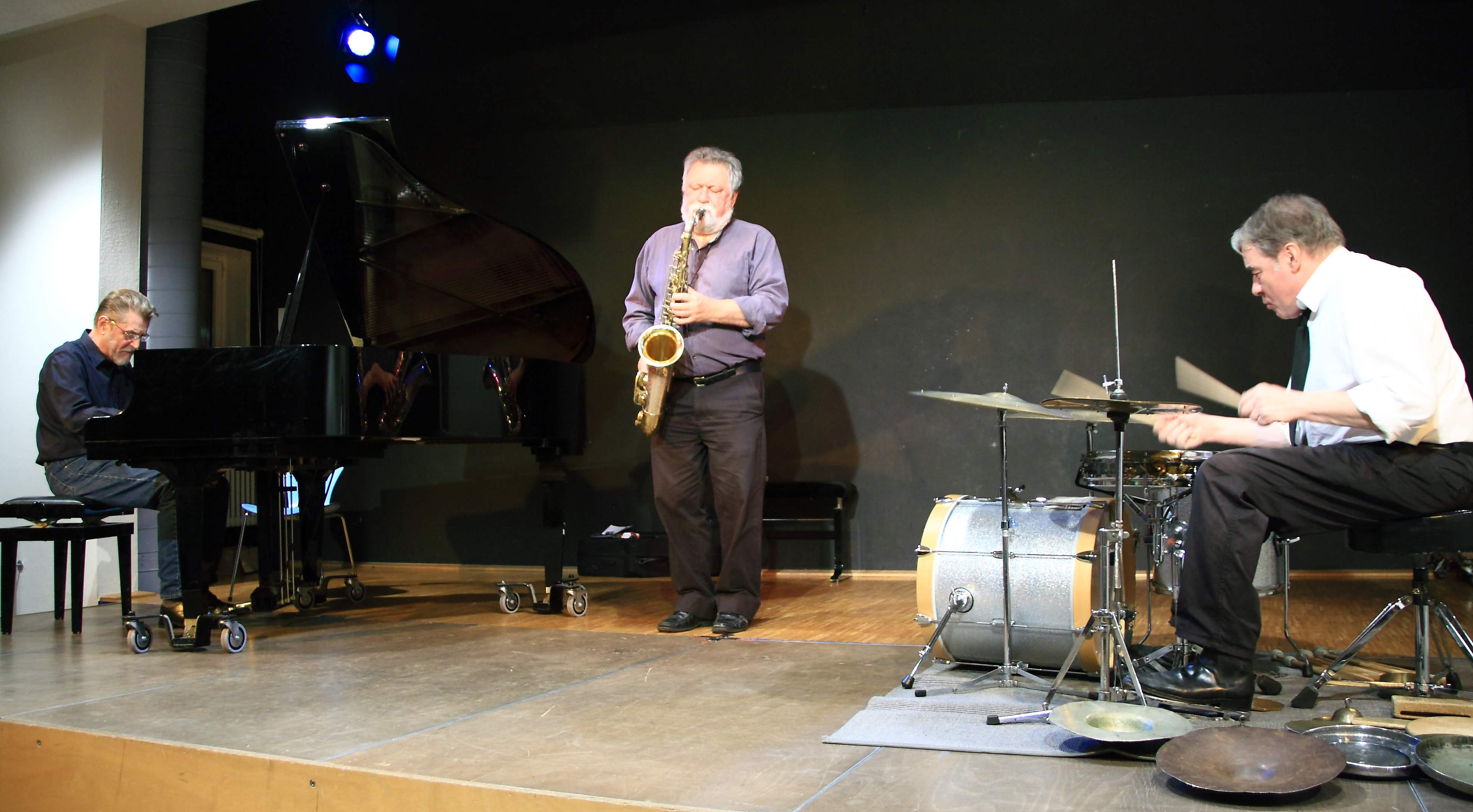
Eine der langlebigsten Gruppen des Genres, das Alexander-Schlippenbach-Trio mit Alexander von Schlippenbach (links), Evan Parker (Mitte), Paul Lovens (rechts), 2010 in Niederstetten

- Albert Ayler: Spiritual Unity (1965)
- Art Ensemble of Chicago: A Jackson in Your House (1969)
- Anthony Braxton:  Town Hall (1972)
- Peter Brötzmann: Machine Gun (1968)
- Derek Bailey, Barry Guy, Paul Rutherford: Iskra 1903 (1972)
- John Coltrane: Ascension (1965)
- Ornette Coleman: Free Jazz: A Collective Improvisation  (1961)
- Don Cherry:  Mu (1&2) (1969)
- Jimmy Giuffre: Free Fall (1963)
- Gunter Hampel: Heartplants (1964)
- Tony Oxley: 4 Compositions for Sextett (1970)
- Michel Portal: Alors (1970)
- Sam Rivers: Crystals (1974)
- Manfred Schoof: Voices (1966)
- Alexander von Schlippenbach: Globe Unity (1966)
- Archie Shepp:  Mama Too Tight (1966)
- Alan Silva & The Celestrial Communications Orchestra: Seasons (1971)
- Spontaneous Music Ensemble: Oliv (1969)
- Tomasz Stańko: Music for K (1970)
- John Surman: The Trio (1970)
- Cecil Taylor: Conquistador (1966)
- Synopsis: Auf der Elbe schwimmt ein rosa Krokodil (1974)
- Attila Zoller: The Horizon Beyond (1965)

## Film
- Fire Music, Dokumentarfilm von Tom Surgal (2021)

### Aufsätze
- Andre Asriel: Jazz. Aspekte und Analysen. 4. Auflage. Edition Lied der Zeit, Berlin 1985, S. 211–231.
- Bert Noglik: Improvisierte Musik in der Folge des Free Jazz. Kontinuum, Beliebigkeit, Stilpluralismus. In: Ekkehard Jost: Darmstädter Jazzforum 89 (= Darmstädter Beiträge zur Jazzforschung. Bd. 1). Wolke, Hofheim 1990, ISBN 3-923997-40-X, S. 14–22.
- Nina Polaschegg: Emanzipation „im“ Jazz, Emanzipation „vom“ Jazz. Ist der Free Jazz eine kulturelle Revolution oder eine Emanzipation? In: Arnold Jacobshagen u. a. (Hrsg.): Rebellische Musik. Gesellschaftlicher Protest und kultureller Wandel um 1968. Dohr, Köln 2007, ISBN 978-3-936655-48-3, S. 245–262.

### Monographien
- Jacques Aboucaya, Jean-Pierre Peyrebelle: Du be-bop au free jazz. Formes et techniques d’improvisation chez C. Parker, M. Davis et O. Coleman. Presses universitaires du Mirail, Toulouse 2001, ISBN 2-85816-588-2.
- Iain Anderson: This Is Our Music: Free Jazz, the Sixties, and American Culture. University of Pennsylvania Press, Philadelphia 2007, ISBN 978-0-8122-2003-2.
- Philippe Carles, Jean-Louis Comolli: Free Jazz. Black power. Gallimard, Paris 2001, ISBN 2-07-040469-2 (EA Paris 1971).
  - deutsch: Free Jazz, Black Power. Neuauflage. Wolke, Hofheim 1980, ISBN 3-9800387-0-X (EA Frankfurt/M. 1974).
- Todd S. Jenkins: Free Jazz and Free Improvisation. An Encyclopedia. Greenwood Press, London, 2004 (2 Bde.)
  1. A–J. ISBN 0-313-33313-0.
  2. K–Z. ISBN 0-313-33314-9.
- Ekkehard Jost: Europas Jazz. 1960–1980. Fischer-Taschenbuchverlag, Frankfurt am Main 1987, ISBN 3-596-22974-X.
- Ekkehard Jost: Free Jazz. Stilkritische Untersuchungen zum Jazz der 60er Jahre. Schott, Mainz 1975, ISBN 3-7957-2221-7 (englischer Titel: Free Jazz).
- Hans Kumpf: Postserielle Musik und Free Jazz. 2. Auflage. Rohrdorfer Musikverlag, Rohrdorf 1981, ISBN 3-922438-06-7.
- Guerino Mazzola: Flow, Gesture, and Spaces in Free Jazz: Towards a Theory of Collaboration. Springer, Heidelberg  2008, ISBN 978-3-540-92194-3.